# Schwarzkehl-Zaunkönig
Der Schwarzkehl-Zaunkönig (Pheugopedius atrogularis) ist eine Vogelart aus der Familie der Zaunkönige (Troglodytidae), die in den östlichen karibischen Tiefländern Nicaraguas, Costa Ricas und Panamas verbreitet ist. Der Bestand wird von der IUCN als nicht gefährdet (Least Concern) eingeschätzt. Die Art gilt als monotypisch.

## Merkmale

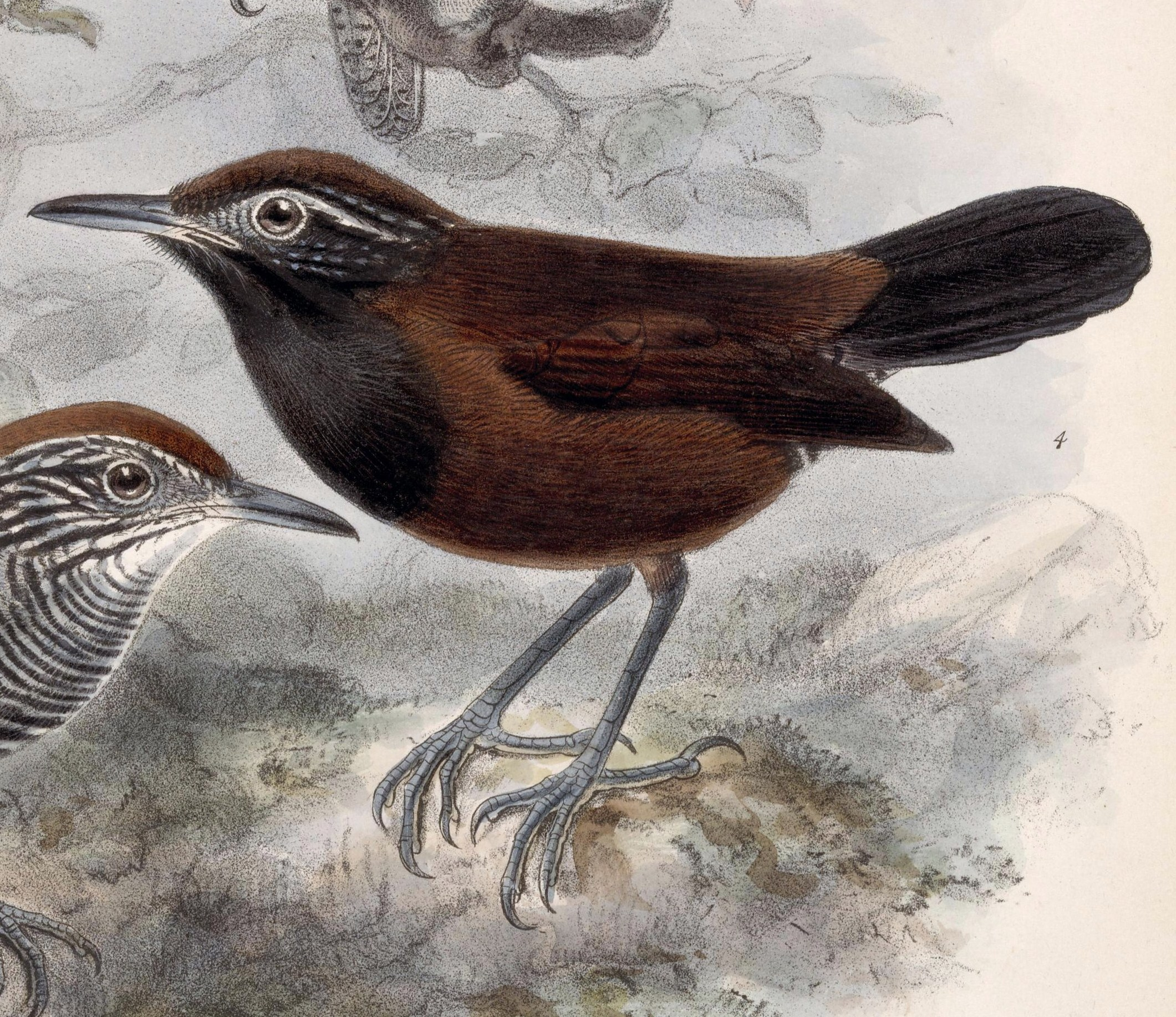
Schwarzkehl-Zaunkönig, Zeichnung von 1902

Der Schwarzkehl-Zaunkönig erreicht eine Körperlänge von etwa 15,0 cm bei einem Gewicht der Männchen von 24,3 g und der Weibchen von 22,5 g. Er ist ein sehr dunkler Zaunkönig mit schwarzer Kehle. Sein Gefieder erinnert eher an einige Ameisendrosseln als an Zaunkönige. Die Zügel und Ohrdecken sind schwarz mit einigen weißen Markierungen. Der Oberkopf und die Oberseite sind tief rötlich braun, etwas rötlicher am Bürzel. Die Handschwingen und die Armschwingen durchgehend dunkel rötlich braun, die Steuerfedern schwärzlich braun mit unauffällig gelbbraunen Markierungen der Außenfahnen im hinteren Bereich. Das Kinn, die Kehle und der obere Bereich der Brust sind schwarz, mit rötlich brauen Einstreuungen in der Mitte der Brust. Der untere Bereich der Brust und der Bauch sind rötlich kastanienfarben, die Unterschwanzdecken schwarz mit feinen weißen Querstrichen. Die Augen sind rötlich braun, der Schnabel grau bis schwarz und die Beine schwärzlich oder dunkelbraun. Beide Geschlechter ähneln sich. Jungtiere wirken farblich einheitlicher und deutlich matter als erwachsene Vögel. Die Sprenkel an den Ohrdecken fehlen, die Kehle ist matt schwärzlich braun. Dieses hebt sich nicht so stark vom unteren Brustbereich ab. An den Unterschwanzdecken sind keine weißen Streifen zu finden.

## Verhalten und Ernährung
Nur wenig Daten zur Ernährung des Schwarzkehl-Zaunkönigs liegen vor. Er scheint sich hauptsächlich von Insekten und Spinnen zu ernähren. Sein Futter sucht er meist in der relativ niederen verworrenen Vegetation und oft in Paaren.

## Lautäußerungen
Der Gesang des Schwarzkehl-Zaunkönigs besteht aus einer markanten Serie reichhaltiger Pfiffe, die in Getriller enden. Dies ist ein Trällern, das heller oder tiefer klingt als in der Phrase zuvor. Weibchen fügen oft eine Serie von Tönen ans Ende einer Phrase hinzu. Die Laute sind schnell, nasal, wie Holz rasselnd, was wie praaaat klingt oder kehlig rollend wie biur oder buiurr.

## Fortpflanzung
Wenig ist über die Brutbiologie des Schwarzkehl-Zaunkönigs bekannt. Die Brutsaison dauert in Costa Rica wahrscheinlich April/Mai bis August.

## Verbreitung und Lebensraum

Verbreitungsgebiet des Schwarzkehl-Zaunkönigs

Der Schwarzkehl-Zaunkönig bevorzugt Tiefland- und Vorgebirgswälder und da speziell regenerierte Lichtungen und Sekundärvegetation. Regelmäßig sieht man ihn in der Nähe von Wasser, wenngleich seltener als den Kastanienzaunkönig (Cantorchilus nigricapillus).

## Migration
Es wird vermutet, dass der Schwarzkehl-Zaunkönig ein Standvogel ist.

## Etymologie und Forschungsgeschichte
Die Erstbeschreibung des Schwarzkehl-Zaunkönigs erfolgte 1865 durch Osbert Salvin unter dem wissenschaftlichen Namen Thryothorus atrogularis. Das Typusexemplar wurde von Enrique Arcé  bei Tucurrique in der Provinz Cartago gesammelt. Bereits 1851 führte Jean Louis Cabanis die für die Wissenschaft neue Gattung Pheugopedius ein. Dieser Name leitet sich von »pheugō φευγω« für »meiden, fliehen« und »pedion, pedon πεδιον, πεδον« für »offenes Land, Boden« ab. Der Artname »atrogularis« ist das lateinische Wortgebilde aus »ater« für »schwarz« und »gularis, gula« für »-kehlig, Kehle«.